# Anastazy Jakub Pankiewicz
Beato Anastasio Pankiewicz (1882-1942) (en polaco: Anastazy Jakub Pankiewicz) fue un sacerdote y fraile franciscano mártir. Es uno de los ciento ocho mártires de Polonia beatificados por Juan Pablo II el 13 de junio de 1999.

## Vida
Nació en 1882; ingresó en la orden franciscanos menores (O.F.M.) a los diecisiete años. Fundador de las Hermanas Antonianas de Cristo Rey.
Fue arrestado el 10 de octubre de 1941 y llevado al campo de concentración de Dachau a donde eran destinados los prisioneros cristianos. Allí murió el 20 de mayo de 1942 mediante la cámara de gas.
Fue beatificado junto como uno de los Ciento ocho mártires de Polonia por Juan Pablo II el 13 de junio de 1999 en Varsovia Polonia.